# János Vilmos pfalzi választófejedelem
János Vilmos (Düsseldorf, 1658. április 19. – Düsseldorf, 1716. június 8.) pfalzi választófejedelem 1690 és 1716 között.

## Élete
A pfalzi örökösödési háború miatt nem a heidelbergi várkastélyben hanem a düsseldorfi kastélyban élt.
János Vilmos 1697-ben megkötötte a rijswijki békeszerződést XIV. Lajos francia királlyal.
Düsseldorfot János Vilmos  alatt újjáépítették (de az öccse, III. Károly Fülöp, elköltöztette székhelyét újra Heidelbergbe).

## Házasságai, gyermekei
1678. október 25-én Bécsújhelyen János Vilmos feleségül vette Habsburg Mária Anna Jozefa főhercegnőt, III. Ferdinánd császár leányát. A házasságból fiúgyermek született, mindketten meghaltak születésük órájában:
- ismeretlen nevű fiú (*/† Düsseldorf, 1683. február 6.)
- ismeretlen nevű fiú (*/† Bécs, 1686. február 5.)

Mária Anna Jozefa  1689. április 14-én Bécsben meghalt.

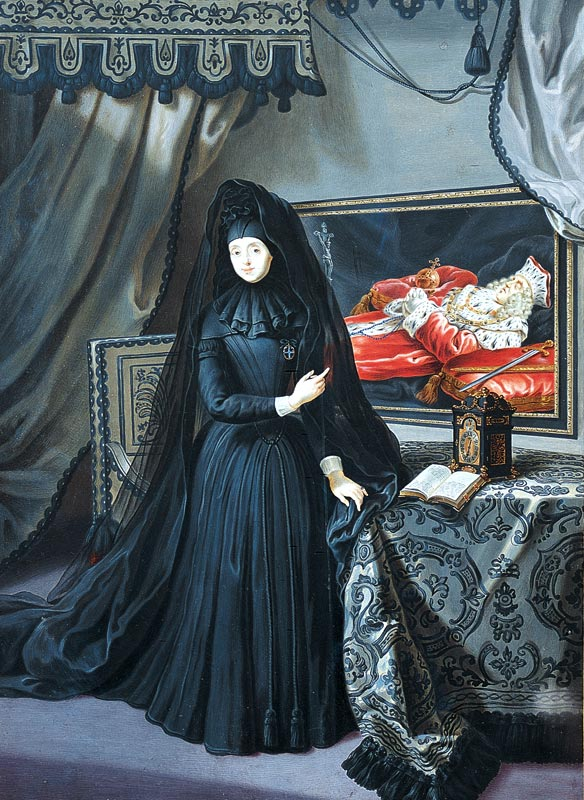
Anna Maria Luisa de’ Medici gyászban (1716)

1691-ben János Vilmos másodszor is megnősült, április 29-én képviselők útján Firenzében, majd június 5-én Düsseldorfban személyesen is feleségül vette Anna Maria Luisa de’ Medici toszkánai hercegnőt (1667–1743), III. Cosimo de’ Medici nagyherceg leányát. Gyermekeik nem születtek.
János Vilmos halála után, 1717-ben Maria Luisa visszatért Firenzébe azzal a szándékkal, hogy gyermektelen öccsének, Gian Gastone de’ Medici nagyhercegnek utód nélküli halála esetén átvegye a Toszkánai Nagyhercegség trónját. Erre azonban nem került sor, mert a lengyel örökösödési háborút lezáró bécsi békeszerződés értelmében a nagyhercegséget a Medici-család férfiágának kihalása után a Habsburg–Lotaringiai-ház örökölte.

## Lásd még
- Pfalz uralkodóinak listája

| Előző uralkodó: Fülöp Vilmos | Rajnai palotagróf 1690 – 1716 mint pfalzi választófejedelem | Következő uralkodó: III. Károly Fülöp |